# Trzciniec (województwo wielkopolskie)
Trzciniec – osada w Polsce położona w województwie wielkopolskim, w powiecie konińskim, w gminie Wierzbinek.
Miejscowość formalnie ustanowiono 1 stycznia 2017 roku. Wcześniej miejscowość była nieoficjalną częścią wsi Helenowo